# Фотоефект

Ілюстрація вибивання фотоелектронів із металевої пластини.

Фотоефе́кт — явище «вибивання» світлом електронів із речовини. Це повне або часткове вивільнення електронів від зв'язків з ядрами атомів речовини внаслідок дії на неї електромагнітного проміння (світла, рентгенівського чи гамма-променів).
Розрізняють: зовнішній фотоефект — вибивання електронів під дією світла (фотоелектронна емісія), гамма-випромінювання тощо; внутрішній фотоефект — збільшення електропровідності напівпровідників або діелектриків під дією світла (фотопровідність); вентильний фотоефект — збудження світлом електрорушійної сили на межі між металом і напівпровідником або між різнорідними напівпровідниками (р-n перехід).
Фотоефект застосовується в ряді аналізаторів речовини. Явище фотоефекту покладено в основу дії фотоелементів.

## Історія дослідження фотоефекту
Вперше прямий вплив світла на електрику виявив німецький фізик Генріх Герц під час дослідів з електроіскровими вібраторами. Герц встановив, що заряджений провідник, освітлений ультрафіолетовим промінням, швидко втрачає свій заряд, а електрична іскра виникає в іскровому проміжку при меншій різниці потенціалів. Помічене явище було описане Герцом в його статтях 1887—1888 років, але залишилося без пояснення, оскільки фізичну природу його він не знав. Не зуміли правильно пояснити дію світла на заряди і німецький фізик Гальвакс, італійський фізик Рігі. Англійський фізик Лодж, який, демонстрував в 1894 році досліди Герца у своїй знаменитій лекції «Творіння Герца», лише припустив хімічну природу явища. І це не дивно, оскільки електрон відкриє Джозеф Джон Томсон лише в 1897 році, а без згадки про електрон пояснити фотоефект неможливо.
Проте 26 лютого 1888 року російський учений Олександр Григорович Столєтов (1839—1896) здійснив дослід, що наочно продемонстрував зовнішній фотоефект і показав істинну природу та характер впливу світла на електрику. Перші досліди зі світлом  Столєтов проводив зі звичним електроскопом. Освітлюючи електричним дуговим розрядом цинкову пластину, заряджену негативно і сполучену з електроскопом, він виявив, що заряд швидко зникав, тоді як позитивний заряд не знищувався.
Припустімо, що при опроміненні світлом з поверхні вилітають електрони. Тоді при освітленні негативної цинкової пластинки електрони вилітають і ще додатково відштовхуються електричним полем пластинки. Тому негативний заряд швидко зникає. Інша річ із позитивним зарядом. Якщо електрон вилетів, то його, з одного боку, притягує електричне поле пластинки, з іншого, його виліт не зменшує, а збільшує позитивний заряд пластинки.
Столєтов назвав відкритий ефект активно-електричним розрядом. Електронну природу фотоефекту показав 1899 року Дж. Дж. Томсон та 1900 року Ленард.
Для постановки точних дослідів Столєтов створив експериментальний прилад, що став прообразом сучасних фотоелементів. Прилад складався з двох плоскопаралельних дисків, один з яких був сітчастий і пропускав світлове випромінювання.
До дисків підводилася напруга від 0 до 250 В, причому до суцільного диска підключався негативний полюс батареї. При освітленні суцільного диска ультрафіолетовим світлом увімкнений у коло чутливий гальванометр відзначав протікання струму, попри наявність повітря між дисками. Продовжуючи досліди, Столєтов встановив залежність фотоструму від величини напруги батареї та інтенсивності світлового пучка. Подальші роботи привели до створення першого у світі фотоелемента, що був скляним балоном з кварцовим вікном для пропускання ультрафіолетового проміння. Всередину балона поміщалися електроди, один з яких був чутливий до світла, газ відкачувався. Сучасні фотоелементи відрізняються від першого лише конструкцією електродів та їхньою структурою.

## Три закони фотоефекту
Дослідження фотоефекту дозволили сформулювати три його характерні закони.
1. Кількість фотоелектронів прямо пропорційна інтенсивності світла.
2. Максимальна кінетична енергія фотоелектронів не залежить від інтенсивності світла, кінетична енергія фотоелектронів прямо пропорційна частоті світла.
3. Для кожної речовини існують порогові значення частоти та довжини хвилі світла, які відповідають межі існування фотоефекту; світло з меншою частотою та більшою довжиною хвилі фотоефекту не викликає.

Оскільки це порогове значення завжди ближче до червоного світла, то йому дали назву червона межа фотоефекту.
Зрозуміло, що червона межа фотоефекту існує завдяки притягуванню електронів до ядер. Разом з тим, останній закон не можна пояснити на основі уявлення про світло як неперервні плавні коливання у вакуумі-ефірі: такі хвилі мали довго розгойдувати електрони до того моменту, коли швидкість останніх стала б достатньою для відриву від металу.
Повне пояснення фотоефекту належить Альберту Ейнштейну, який використав ідею німецького фізика Макса Планка про те, що світло випромінюється і поширюється окремими порціями — квантами, які отримали назву фотонів. Для обчислення енергії кванта світла Макс Планк запропонував просту формулу:
{\displaystyle E=h\nu },
де {\displaystyle E} — енергія фотона, h — стала Планка, {\displaystyle \nu } — лінійна частота.
Ейнштейн висловив припущення, що фотоефект відбувається внаслідок поглинання електроном одного кванта випромінювання, а інші кванти не можуть брати участь у цьому процесі. Тоді енергія одного кванта світла (фотона) витрачається на подолання бар'єра (виконання роботи виходу, відриву від матеріалу) і надання кінетичної енергії фотоелектрона.
Це дозволило йому записати закон збереження енергії для процесу — наведене вище рівняння Ейнштейна для фотоефекту.

## Теорія
Щоб вивільнити електрон із металу йому необхідно передати енергію, більшу за роботу виходу.
Ейнштейн використав гіпотезу Макса Планка про те, що світло випромінюється порціями (квантами) із енергією, пропорційною частоті. Припустивши, що світло і поглинається такими ж порціями, він зміг пояснити залежність швидкості вибитих електронів від довжини хвилі опромінення.
{\displaystyle h\nu ={\frac {mv^{2}}{2}}+A},
де ν — частота світла, h — стала Планка, m — маса електрона, v — його швидкість, A — робота виходу.
Робота Ейнштейна мала велике значення для розвитку ідей квантової механіки взагалі та квантової оптики зокрема. За теоретичне пояснення явища фотоефекту Альберт Ейнштейн у 1921 році отримав Нобелівську премію.